# Дівчинка з повітряною кулею (2006)
«Дівчинка з повітряною кулею» або «Кохання у сміттєвому баку» (інший переклад первісної назви — «Дівчинка з кулею», (англ. «Girl With Balloon», англ. «Balloon Girl», англ. «Girl With A Balloon»), з 11 жовтня 2018 року картина була перейменована на вимогу автора на «Кохання у сміттєвому кошику» (англ. «Love Is in the Bin») — створена Бенксі в 2006 році авторська копія однойменного графіті 2002, а також перформанс з її знищення під час аукціону.
Картина була розрізана вбудованим у раму шредером під час аукціону Sotheby's відразу після оголошення про її продаж . Художник та креативний директор женевської фірми з виробництва годинника deLaCour П'єр Кукджян, який був на аукціоні, заявили, що покупцю картини «дуже пощастило» з цією подією. Він назвав акцію Бенксі «поворотним моментом в історії сучасного концептуального мистецтва» .

## Сюжет картини
Картина зображує дівчинку, силует якої нанесений на полотно чорними фарбами на білому тлі. Вона з сумом спостерігає, як відлітає вдалину її яскраво-червона повітряна кулька у формі серця. Дівчинка простягає до неї руку. Форма серця, яка є єдиною кольоровою плямою картини, символізує невинність, мрії, надії та любов. Тут, крім того, що куля є іграшкою дитини, вона показує крихкість дитинства. Образ дівчинки, що відпускає свою повітряну кулю, передбачає, що невинність може бути легко втрачена. Відомо, що Бенкс дозволяє собі критику сучасного суспільства, фахівці припускають, що, на думку художника, суспільство змушує дітей дорослішати занадто швидко.
Мистецтвознавці Sotheby's зазначали, що, як і більшість робіт Бенксі, зображення неоднозначне, залишаючи глядача в роздумі, чи намагається дівчинка зловити повітряну кулю, що летить, — символ дитячого щастя, або ж вона дозволила їй вислизнути і дивиться з жалем, як вона відлітає. В цьому випадку картина — метафора, можливо, закінчення дитинства та втрати невинності.

## Історія створення картини та її доля
«Дівчинка з повітряною кулею» є одним із найвідоміших полотен Бенксі. На відміну від інших повторень цього мотиву у творчості художника, картина, представлена у жовтні 2018 року на аукціоні Sotheby's, унікальна, оскільки була подарована власнику самим Бенксі у 2006 році після демонстрації на виставці «На межі законності» (англ. «Barely Legal») в Лос-Анджелесі в штаті Каліфорнія, США.
Картина виконана в техніці акрилових та аерозольних фарб на полотні. Зображення наносилося за готовим трафаретом. Її розмір — 101 на 78 сантиметрів. Є підпис і дарчий напис художника зі зворотного боку полотна . Позолочена масивна рама, з погляду мистецтвознавців Sotheby's — невід'ємний елемент твору. Вона була обрана самим Бенксі. Картина була виставлена на продаж власником у жовтні 2018 року на аукціоні Sotheby's (лот № 67). Початкова ціна була заявлена 200 000—300 000 фунтів стерлінгів. У результаті торгів вона підвищилася до 1 042 000 фунтів стерлінгів, за які картина і була продана.

## Знищення полотна на аукціоні Sotheby's
Арт-дилер Акоріс Андіпа, який спеціалізується на торгівлі роботами Бенксі, стверджує, що деякі деталі аукціону йому здалися дивними :
- Робота була останнім 67-м лотом на торгах, вона була виставлена на продаж, коли більшість учасників покинули аукціонний зал і пішли на вечерю.
- Акоріс Андіпа сам повідомив представника Sotheby's, що рама для картини здається йому «непропорційно товстою», але той ніяк на це не відреагував.
- Цінна картина була вивішена на стіні біля заднього входу до виставкової зали під час передаукціонного експонування.

5 жовтня 2018 року під час аукціону, після оголошення про продаж полотна, з останнім ударом молотка аукціоніста вбудований у раму шредер розрізав полотно на дрібні смуги. Бенксі розмістив у Instagram фото цього епізоду, супроводивши його словами, які зазвичай вимовляє аукціоніст: «Продається, продається, продано…» (англ. «Going, going, gone…»).
Шредер керувався дистанційно, увімкнув його, ймовірно, один із присутніх у приміщенні. Британська газета The Daily Mail повідомила, що на аукціоні була помічена людина, схожа на Робіна Каннінгема (один із передбачуваних реальних Бенксі). Він знімав те, що відбувалося, на мобільний телефон, і сам потрапив у кадр на кількох відеозаписах, знятих очевидцями. Фотографія, опублікована в акаунті Instagram Керолайн Ланг, голови швейцарського відділення Sotheby's, зняла в залі чоловіка, при якому знаходився електронний пристрій, прихований усередині сумки. Керолайн Лонг сказала, що пізніше вона побачила, що людина була виведена з будівлі співробітниками служби безпеки Sotheby's . Видання The Art Newspaper розповідало, що після торгів біля аукціонного будинку бачили, як невідомий чоловік у темних спортивних сонцезахисних окулярах та капелюсі сперечається з охороною.
Лот було продано телефоном, ні покупець, ні його представник, який брав участь у торгах, не розкривали своїх імен. Представники аукціонного будинку заявили, що покупець картини — «приватний клієнт», який «здивувався тому, що сталося». Аукціонний будинок офіційно заявив: «Ми не знали про цю подію і жодним чином у ній не брали участі» .
Наступного дня Бенксі опублікував у своєму акаунті в Instagram відео, в якому розповів, що кілька років тому вбудував у раму шредер (як він пояснив: «На випадок, якщо її колись виставлять на аукціон» ). Він підписав відео цитатою, яку приписав Пабло Пікассо: «Прагнення до руйнування — це теж творче прагнення». Журналісти припускають, що йшлося про цитату російського анархіста Михайла Бакуніна: «Радість руйнації — це творча радість» . В інтерв'ю британському громадському Channel 4 бристольський художник знову навів цю цитату .
Вважається, що після акції вартість полотна навіть збільшилась. «Його вартість виросла не стільки завдяки предмету мистецтва самому по собі, скільки завдяки пов'язаній з ним концептуальній події», — каже британський арт-дилер Оффер Вотерман, який спеціалізується на мистецтві XX століття . Цього погляду також дотримується і співзасновник MyArtBroker Джой Сієр. Він вважає, що історія з подрібненням є тепер частиною художнього твору і оцінює зростання ціни на картину як мінімум на 50 %, можливо, до рівня, що дорівнює 2 мільйонам фунтів стерлінгів .
Картина була акуратно порізана на смуги, і The New York Times припустила, що її можна відновити, закріпивши смуги на іншому полотні . Передбачається, що мета художника — критика капіталістичної природи ринку творів мистецтва та захмарних цін на твори мистецтва. Бенксі неодноразово влаштовував акції, щоб наголосити на доступності та дешевизні своїх робіт — у 2013 році він особисто продавав авторські репринти в нью-йоркському Центральному парку по 60 доларів за штуку.
Незабаром після інциденту на Sotheby's один із власників авторських репринтів картини спробував виставити його на торги, порізавши аналогічним чином смуги. Він оцінив свій лот у 80 тисяч фунтів, хоча зазвичай первісна ціна за репринти цієї картини (всього їх — 600 штук) вдвічі нижча. Адміністрація сайту MyArtBroker цей лот до продажу не допустила, назвавши вчинок господаря дурним і заявивши, що ціна зіпсованого репринту впала до одного фунта.
В результаті переговорів Sotheby's з покупчинею (ім'я жінки не було оголошено, відомо тільки, що проживає вона в Європі) картини 11 жовтня 2018 року було підтверджено її згоду на придбання порізаної шредером картини за 1 042 000 фунтів стерлінгів. Робота була перейменована офіційним представником Бенксі компанією Pest control з «Дівчинка з повітряною кулею» на «Любов у сміттєвому баку» (англ. «Love Is in the Bin») .

## Сюжет у творчості художника

Бенксі. Дівчинка з повітряною кулею (2002)

Сюжет, представлений на картині, за версією мистецтвознавців Sotheby's, вперше з'явився у творчості Бенксі у вигляді виконаного за допомогою трафарету художником графіті на стіні друкарні (за іншою версією — магазину) на Грейт Істерн-стріт у лондонському районі Шордітч, неподалік Ліверпуль-стріт (один із 13 центральних залізничних вокзалів Лондона). Це сталося в 2002 році . Свого часу пропозиція власників будівлі вирізати графіті зі стіни та відправити як експонат на аукціон викликала бурхливі емоції. Через деякий час графіті «Дівчинка з повітряною кулею», що знаходилося на той час за рекламним щитом, було все ж вирізане зі стіни в лютому 2014 року з ініціативи The Sincura Arts group. Графіті було представлено на виставці Stealing Banksy? того ж року, а потім продане.
Мистецтвознавці Sotheby's вважали, що трохи пізніше, ніж у Шордітчі, «Дівчинка з повітряною кулею» була зображена того ж 2002 року на мосту в районі Саут-Банк у Лондоні. На цей раз графіті було представлено у супроводі епіграфа «Завжди є надія» (англ. «There is always hope»). Мистецтвознавці художньої галереї та аукціону MyArtBroker, що спеціалізується на продажу робіт Бенксі, стверджували, що саме це зображення на мосту в районі Саут-Банк було першим за хронологією. Мартін Булл згадує два графіті «Дівчинка з повітряною кулею» в районі Саут-Банк у 2009 році, коли він створював каталог робіт Бенксі. Одне було на східному боці мосту Ватерлоо, інше — на східному боці моста Блекфраєрс. Це графіті було показано у фільмі Вуді Аллена «Матч-Пойнт» . Ще одне графіті «Дівчинка з повітряною кулею» (N1 6TA, PS: TQ 32696 83342) згадує Мартін Булл на Нью-Норд-Роуд (A1200) неподалік Вімборн-Стріт (це графіті було представлено на вебсайті Бенксі, Булла 2011 року стверджувалося, що це останнє графіті Бенксі на даний сюжет, яке збереглося до 2011 року). Навесні 2006 року повітряна куля була перефарбована невідомим зловмисником. Мартін Булл стверджує у своїй книзі, що графіті Бенксі «Дівчинка з повітряною кулею» існували в Лондоні у великій кількості, і згадує серед такі: на Пол-Стріт, на Пітфілд-Стріт, на Провост-Стріт, у Кларкенвеллі.
Значного поширення набули відбитки з трафарету Бенксі «Дівчинка з повітряною кулею» на папері, які належать до 2004—2005 років. Відомі 150 підписаних художником відбитків та 600 непідписаних відбитків. Образ набув поширення в інтернеті, а також на листівках, чашках, сумочках… Бенксі намалював мініатюрний варіант свого знаменитого трафарету на картонній підкладці дешевої рами Ikea, який швидко отримав широку популярність, оскільки був проданий за 73 250 фунтів стерлінгів на аукціоні Bonhams 2012 року.
У березні 2014 року Бенксі переробив свій знаменитий трафарет, щоб відзначити третю річницю громадянської війни в Сирії. Перероблене зображення використовувалося для кампанії підвищення інформованості та підтримки жертв трирічного конфлікту. Кампанія засуджує «роки жорстокості та кровопролиття, які перетворили Сирію на епіцентр важкої гуманітарної кризи». З'явилася «Дівчинка з повітряною кулею» у хустці, що зображує юну сирійську біженку. Пізніше Джонатан Ріс-Маєрс, Едіт Бовман, Пітер Гебріел та Девід Міллібенд опублікували власні фотографії за мотивами роботи Бенксі у своїх акаунтах у Twitter та Instagram. Фотографії сирійських дітей, що тримають червоні кулі у стилі знаменитого трафарету Бенксі, також стали вірусними в інтернеті. 13 березня 2014 року «Дівчинка з повітряною кулею» проєктувалася на колону Нельсона та Ейфелеву вежу. Кількома днями пізніше канадський поп-співак Джастін Бібер додав «Дівчинку з повітряною кулею» Бенксі до своєї колекції татуювань. Він опублікував зображення татуювання у своєму Instagram, назвавши зображення «Не дозволяйте мріям зникати», але пізніше видалив його. Татуювання все ще може бути видно на фотографії, опублікованій художником-татуювальником Гленом Гартлессом, який його виконав. З нагоди загальних виборів 8 червня Бенксі створив ще одну версію сюжету. Це був екземпляр його знаменитого трафарету, але червона куля у формі серця натомість була пофарбована як державний прапор Великої Британії. Художник оголосив на своєму вебсайті, що надішле безкоштовний відбиток своєї нової роботи всім, хто може довести, що вони проголосували проти партії консерваторів. Бенксі оголосив, що друк здійснюватиметься наступного дня після виборів. Оскільки подібний вчинок міг бути сприйнятий як порушення закону про вибори та спроба підкупу виборців, художник після певного роздуму відкликав свою пропозицію.

## Критика про картину
Мартін Булл зазначав, що зображення «Дівчинка з повітряною кулею» вибирається шанувальниками творчості Бенксі (особливо жінками) як їхній улюблений образ, його значення нескінченно обговорюється на інтернет-форумах: дівчина тримається за повітряну кулю (втрачене кохання?), чи вона дозволяє їй відлетіти? Сам Булл вважав, що сенс образу досить зрозумілий, оскільки Бенксі давав такий заголовок для зображення: «Коли прийде час — йдіть, просто йдіть спокійно і не піднімайте галасу» (англ. «When the time comes to leave, just walk away quietly and don"t make any fuss»)  . Журналіст The Sunday Times та The Independent Вілл Елсворт-Джонс називає «Дівчинку з повітряною кулею» одним з найпопулярніших і найтонших образів Бенксі, зазначає, що двозначність є частиною шарму картини. Сам він також вважає, що дівчинка, спостерігаючи, як її серцеподібна куля злітає, сама хоче цього, а не засмучена її втратою .
Мистецтвознавець Sotheby's відзначав вражаючу простоту та безпосередність полотна. Він наголошував, що Бенксі жартує над світом професійного мистецтва і звертається до найширшої аудиторії, пропонуючи сучасне зображення святості, яскравий символ надії.
Картина Бенксі «Дівчинка з повітряною кулею» була визнана найулюбленішим твором мистецтва у Великій Британії в опитуванні компанії Samsung, у якому взяли участь 2 000 осіб, що підтвердило широку популярність цього знакового твору. На наступних місцях опинилися картини Джона Констебла, Вільяма Тернера, Томаса Гейнсборо, Джона Еверетта Мілле, скульптура Ентоні Гормлі «Ангел Півночі», «ArcelorMittal Orbit» Аніш Капур, обкладинки альбомів Beatles, Pink Floyd . Опитування було проведено, щоб відсвяткувати запуск The Frame, нового Samsung TV.